# Vaudeville Villain
Albums par MF Doom
Take Me to Your Leader
(2003) Madvillainy (en collaboration avec Madlib)
(2004)
Vaudeville Villain est album studio de MF DOOM, sorti le 16 avril 2003. Il publie cet album sous le nom de scène Viktor Vaughn.
Cet opus est très bien reçu par les critiques spécialisées. Vaudeville Villain est classé 25e du « Top 50 Albums of 2003 » du site Pitchfork.

## Accueil critique
Vaudeville Villain reçoit un accueil enthousiaste de la part de la presse. Mark Pytlik du site AllMusic explique que le « MC charismatique livre un annuaire de sentiers de rimes impressionnistes, d'anecdotes folles, et des punchlines tordues qui siphonnent l'humour dans les scénarios les plus grisés ».

## Liste des titres
| No  | Titre                                                                                             | Producteur(s)      | Durée |
| --- | ------------------------------------------------------------------------------------------------- | ------------------ | ----- |
| 1.  | Overture                                                                                          |                    | 0:34  |
| 2.  | Vaudeville Villain                                                                                | King Honey         | 2:31  |
| 3.  | Lickupon                                                                                          | Heat Sensor        | 2:44  |
| 4.  | The Drop                                                                                          | Max Bill           | 3:24  |
| 5.  | Lactose and Lecithin                                                                              | Heat Sensor        | 2:34  |
| 6.  | A Dead Mouse                                                                                      | King Honey         | 3:55  |
| 7.  | Open Mic Nite, Pt. 1 (featuring Lord Sear, Brother Sambuca, Rodan as Dr. Moreau, and Louis Logic) | King Honey         | 4:09  |
| 8.  | Raedawn                                                                                           | Heat Sensor        | 3:00  |
| 9.  | Let Me Watch (featuring Apani B as Nikki)                                                         | King Honey         | 4:27  |
| 10. | Saliva                                                                                            | RJD2               | 2:28  |
| 11. | Modern Day Mugging                                                                                | Heat Sensor        | 2:43  |
| 12. | Open Mic Nite, Pt. 2 (featuring Lord Sear, AJ Ready Wright, and Creature)                         | King Honey, Mr Ten | 3:13  |
| 13. | Never Dead (featuring M. Sayyid)                                                                  | Heat Sensor        | 3:27  |
| 14. | Popsnot                                                                                           | Max Bill           | 4:39  |
| 15. | Mr. Clean                                                                                         | King Honey         | 2:13  |
| 16. | G.M.C.                                                                                            | Max Bill           | 3:33  |
| 17. | Change the Beat                                                                                   | Max Bill           | 6:55  |